# Richard, duca di Gloucester
Richard, duca di Gloucester (Richard Alexander Walter George Windsor; Northampton, 26 agosto 1944), è un membro della famiglia reale britannica.

## Biografia
Il principe Richard, duca di Gloucester, membro della casa Windsor in quanto figlio del principe Henry, precedente duca di Gloucester e nipote del re Giorgio V del Regno Unito è il più giovane dei nipoti del re Giorgio V e cugino della regina Elisabetta II del Regno Unito.
S.A.R. il principe Richard venne battezzato nella cappella privata del castello di Windsor il 20 ottobre 1944 dall'arcivescovo Cosmo Lang e suoi padrini furono la regina consorte Elizabeth Bowes-Lyon (la futura regina madre), la contessa d'Athlone, il duca di Buccleuch, il marchese di Cambridge, la principessa Maria di Schleswig-Holstein, lady Sybil Phipps e il conte Alexander di Tunisi. A causa della guerra, non venne rivelato dai giornali locali l'esatto luogo del suo battesimo, limitandosi all'indicazione della cerimonia avvenuta "in una cappella privata in Inghilterra".
Quando aveva solo 4 mesi di vita, S.A.R. il duca accompagnò i propri genitori in Australia, dove suo padre venne nominato governatore generale rimanendo in carica dal 1945 al 1947. La famiglia fece ritorno a Barnwell Manor nel 1947.
Dopo una prima educazione presso un tutore a casa, il principe Richard frequentò la scuola Wellesley House presso Broadstairs e poi l'Eton College. Nel 1963 al Magdalene College di Cambridge si iscrisse alla facoltà di architettura diplomandosi nel 1966 e cominciando subito a collaborare con il ministero dei lavori pubblici. Intenzionato a seguire unicamente la carriera di architetto, l'improvvisa morte del fratello maggiore lo pose in linea diretta di successione al ducato patrilineare come tale egli dovette abbandonare la propria passione per assolvere ai doveri reali. Il duca ha rappresentato la regina Elisabetta II alla cerimonia di inizio pontificato del papa Francesco e in molte altre occasioni.
Dal 1974, anno della morte del padre, detiene il titolo del duca di Gloucester. Nella linea di successione al trono occupa la trentaduesima posizione.

## Matrimonio e figli
L'8 luglio 1972 il principe Richard sposò la danese Birgitte van Deurs, figlia di Asger Henriksen e di Vivian van Deurs, nella chiesa di sant'Andrea di Barnwell nel Northamptonshire.
Le loro Altezze reali il duca e la duchessa di Gloucester hanno tre figli:
- Alexander Windsor, conte di Ulster (nato il 24 ottobre 1974. Ha sposato Claire Booth, da cui ha avuto due figli: 
  - Xan Richard Anders Windsor, Lord Culloden (nato nel 2007)
  - Cosima Rose Alexandra Windsor (nata nel 2010)
- Davina Windsor (nata il 19 novembre 1977). Ha sposato Gary Lewis (divorziati nel 2018), da cui ha avuto due figli: 
  - Senna Kowhai Lewis (nata il 22 giugno 2010)
  - Tāne Mahuta Lewis (nato il 25 maggio 2012)
- Rose Windsor (nata il 1º marzo 1980). Ha sposato George Gilman, da cui ha due figli: 
  - Lyla Beatrix Christabel Gilman (nata nel 2010)
  - Rufus Gilman (nato nel 2012)

## Onorificenze

Stemma personale del principe Richard, duca di Gloucester

Stendardo personale del principe Richard, duca di Gloucester

## Ascendenza
|                                                   |                                                     |                                                   | Genitori                                 |  |  | Nonni |  |  | Bisnonni                    |  |  | Trisnonni                         |  |
|                                                   |                                                     |                                                   |                                          |  |  |       |  |  | Edoardo VII del Regno Unito |  |  | Alberto di Sassonia-Coburgo-Gotha |  |
|                                                   |                                                     |                                                   |                                          |  |  |       |  |  | Edoardo VII del Regno Unito |  |  | Alberto di Sassonia-Coburgo-Gotha |  |
|                                                   |                                                     | Vittoria del Regno Unito                          |                                          |  |  |       |  |  | Edoardo VII del Regno Unito |  |  |                                   |  |
| Giorgio V del Regno Unito                         |                                                     |                                                   |                                          |  |  |       |  |  | Edoardo VII del Regno Unito |  |  |                                   |  |
|                                                   |                                                     | Alessandra di Danimarca                           | Cristiano IX di Danimarca                |  |  |       |  |  |                             |  |  |                                   |  |
|                                                   |                                                     | Alessandra di Danimarca                           | Cristiano IX di Danimarca                |  |  |       |  |  |                             |  |  |                                   |  |
|                                                   |                                                     | Alessandra di Danimarca                           | Luisa d'Assia-Kassel                     |  |  |       |  |  |                             |  |  |                                   |  |
| Henry di Gloucester                               |                                                     | Alessandra di Danimarca                           |                                          |  |  |       |  |  |                             |  |  |                                   |  |
|                                                   |                                                     | Francesco di Teck                                 | Alessandro di Württemberg                |  |  |       |  |  |                             |  |  |                                   |  |
|                                                   |                                                     | Francesco di Teck                                 | Alessandro di Württemberg                |  |  |       |  |  |                             |  |  |                                   |  |
|                                                   |                                                     | Francesco di Teck                                 | Claudine Rhédey von Kis-Rhéde            |  |  |       |  |  |                             |  |  |                                   |  |
| Mary di Teck                                      |                                                     | Francesco di Teck                                 |                                          |  |  |       |  |  |                             |  |  |                                   |  |
|                                                   |                                                     | Maria Adelaide di Cambridge                       | Adolfo, duca di Cambridge                |  |  |       |  |  |                             |  |  |                                   |  |
|                                                   |                                                     | Maria Adelaide di Cambridge                       | Adolfo, duca di Cambridge                |  |  |       |  |  |                             |  |  |                                   |  |
|                                                   |                                                     | Maria Adelaide di Cambridge                       | Augusta d'Assia-Kassell                  |  |  |       |  |  |                             |  |  |                                   |  |
| Richard di Gloucester                             |                                                     | Maria Adelaide di Cambridge                       |                                          |  |  |       |  |  |                             |  |  |                                   |  |
|                                                   | William Montagu Douglas Scott, VI duca di Buccleuch | Walter Montagu Douglas Scott, V duca di Buccleuch |                                          |  |  |       |  |  |                             |  |  |                                   |  |
|                                                   | William Montagu Douglas Scott, VI duca di Buccleuch | Walter Montagu Douglas Scott, V duca di Buccleuch |                                          |  |  |       |  |  |                             |  |  |                                   |  |
|                                                   | William Montagu Douglas Scott, VI duca di Buccleuch | Charlotte Anne Thynne                             |                                          |  |  |       |  |  |                             |  |  |                                   |  |
| John Montagu Douglas Scott, VII duca di Buccleuch | William Montagu Douglas Scott, VI duca di Buccleuch |                                                   |                                          |  |  |       |  |  |                             |  |  |                                   |  |
|                                                   |                                                     | Lady Louisa Hamilton                              | James Hamilton, I duca di Abercorn       |  |  |       |  |  |                             |  |  |                                   |  |
|                                                   |                                                     | Lady Louisa Hamilton                              | James Hamilton, I duca di Abercorn       |  |  |       |  |  |                             |  |  |                                   |  |
|                                                   |                                                     | Lady Louisa Hamilton                              | Louisa Jane Russell                      |  |  |       |  |  |                             |  |  |                                   |  |
| Lady Alice Montagu Douglas Scott                  |                                                     | Lady Louisa Hamilton                              |                                          |  |  |       |  |  |                             |  |  |                                   |  |
|                                                   |                                                     | George Bridgeman, IV conte di Bradford            | Orlando Bridgeman, III conte di Bradford |  |  |       |  |  |                             |  |  |                                   |  |
|                                                   |                                                     | George Bridgeman, IV conte di Bradford            | Orlando Bridgeman, III conte di Bradford |  |  |       |  |  |                             |  |  |                                   |  |
|                                                   |                                                     | George Bridgeman, IV conte di Bradford            | Selina Louisa Weld-Forester              |  |  |       |  |  |                             |  |  |                                   |  |
| Lady Margaret Bridgeman                           |                                                     | George Bridgeman, IV conte di Bradford            |                                          |  |  |       |  |  |                             |  |  |                                   |  |
|                                                   |                                                     | Lady Ida Lumley                                   | Richard Lumley, IX conte di Scarbrough   |  |  |       |  |  |                             |  |  |                                   |  |
|                                                   |                                                     | Lady Ida Lumley                                   | Richard Lumley, IX conte di Scarbrough   |  |  |       |  |  |                             |  |  |                                   |  |
|                                                   |                                                     | Lady Ida Lumley                                   | Frederica Mary Drummond                  |  |  |       |  |  |                             |  |  |                                   |  |
|                                                   |                                                     | Lady Ida Lumley                                   |                                          |  |  |       |  |  |                             |  |  |                                   |  |